# Tainha na taquara
A tainha na taquara é um prato da culinária gaúcha, sobretudo no litoral sul e na região do lago Guaíba e suas ilhas, como a ilha da Pintada. O prato constitui-se de uma tainha - ou anchova - assada sobre a lenha em brasa presa a um espeto feito de bambu-taquara.